# Cámara de Comercio de Santiago

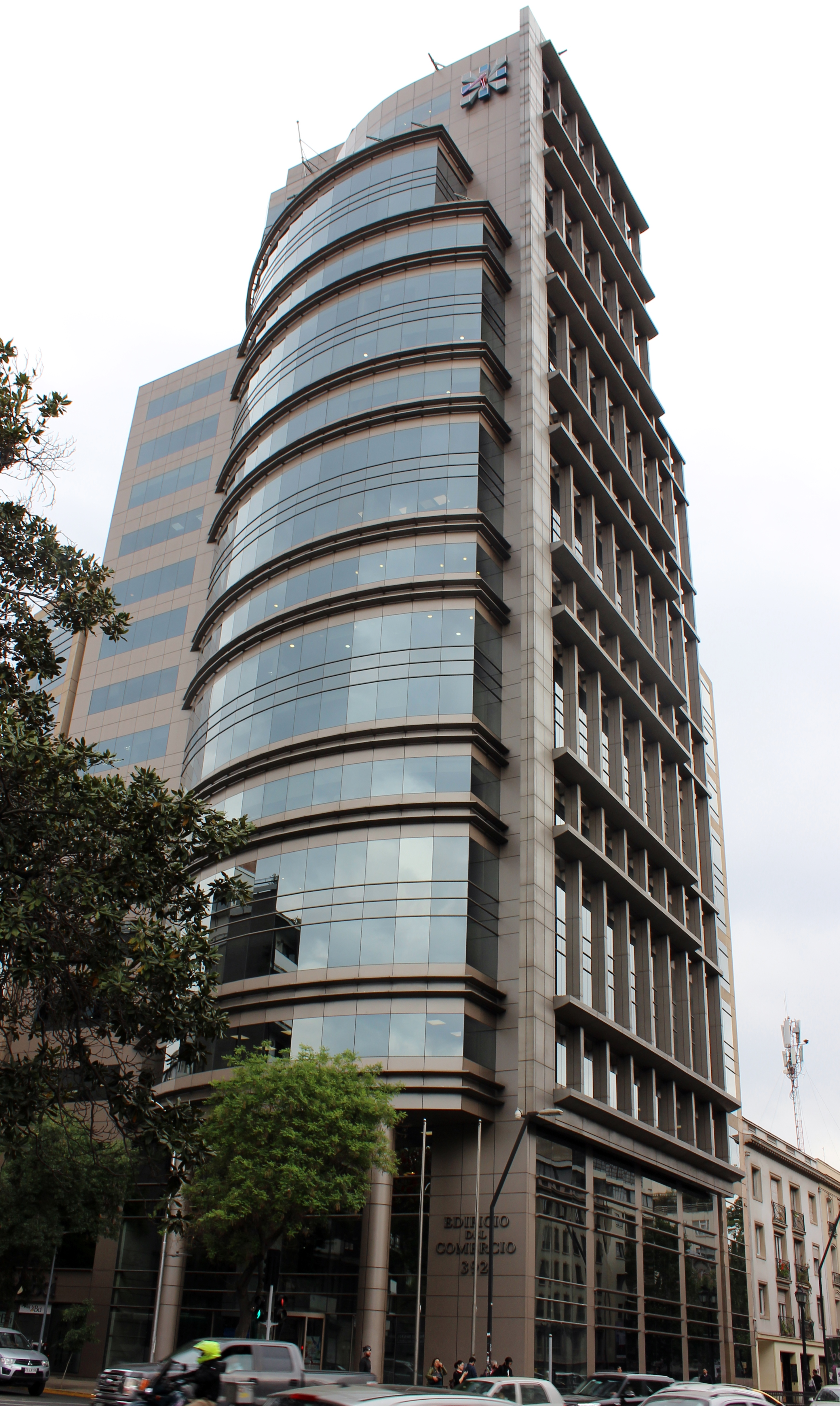
Sede de la CCS, Monjitas 392

La Cámara de Comercio de Santiago A.G. o (CCS) es una asociación gremial sin fines de lucro de Chile, fundada en 1919, que reúne a más de 2.400 empresas asociadas. Su sede está ubicada en calle Monjitas 392.
La labor gremial de la CCS se enfoca en transmitir las inquietudes de sus asociados a las autoridades del país, participando en la actividad legislativa y de promoción del quehacer e intereses de las empresas nacionales. Además ha sido un promotor activo del Comercio Electrónico en el país, impulsando los eventos Cyber Monday y Cyber Day desde hace más de diez años.
La Cámara de Comercio de Santiago edita y distribuye el Boletín de Informaciones Comerciales.
Su quehacer, además, se orienta a apoyar el desarrollo empresarial del país, para lo cual cuenta con una serie de productos y servicios orientados, principalmente, a proporcionar a sus asociados –y a los empresarios en general- las herramientas adecuadas para mejorar su gestión. Para ello provee de capacitación al personal que trabaja en las empresas asociadas a través de su Centro de Capacitación y la Escuela de Comercio de Santiago (CFT).
Por iniciativa de la Cámara de Comercio de Santiago se creó en 1968 la Caja de Compensación de Asignación Familiar o CCAF La Araucana, corporación de derecho privado, sin fines de lucro, cuyo objeto es la administración de prestaciones de seguridad social por cuenta del Estado y en favor de sus trabajadores afiliados. Esta se encuentra, al igual que el resto de las Cajas de Compensación, sometida a la supervigilancia y fiscalización de la Superintendencia de Seguridad Social de Chile y se rige, por la Ley N°18.833, su respectivo estatuto y por las disposiciones del Código Civil.
La CCS está asociada a la Cámara Nacional de Comercio (CNC) y a nivel internacional cuenta con una importante red de convenios con Cámaras de Comercio e instituciones afines de los cinco continentes.
Actualmente el gremio es presidido por la abogada María Teresa Vial, quien asumió el cargo en julio de 2021, convirtiéndose en la primera mujer en liderar la Cámara de Comercio de Santiago.